# Villa Victoria (Benicasim)
Villa Victoria se encuentra situada en el paseo marítimo Pilar Coloma de la localidad de Benicasim (Castellón), España. Es un edificio residencial de estilo modernista valenciano, construido en el año 1911.

## Edificio
Se trata de un villa palaciega residencial de estilo modernista valenciano, construida en el año 1911 a instancias de Salvador Albacar, diseñador y fabricante de muebles, quien también se hizo construir posteriormente el edificio Albacar en el centro de Valencia. Es una de las villas más destacadas de todo el paseo marítimo. Está incluida dentro de la Ruta de las villas de Benicasim. Fue visitada por la cantante de ópera Lucrecia Bori.
Durante la guerra civil española sería conocida como Villa Cultura Máximo Gorki, en honor al escritor y político soviético. Fue utilizada como biblioteca, sala de cine donde se proyectaban películas soviéticas, fiestas, bailes y otras actividades lúdicas. En ella rodó el director Luis García Berlanga parte de la serie Blasco Ibáñez, la novela de su vida en 1997, recreando Fontana Rosa, su casa de Mentón (Francia).